# Хорват Дмитро Леонідович
Дмитро Леонідович Хорват (25 липня 1858, Кременчук Полтавської губернії, Російська імперія — 16 травня 1937, Пекін) — український генерал-лейтенант, інженер-шляховик за освітою, в різні роки керував різними ділянками залізниць Російської імперії, один з лідерів Білого руху на Далекому Сході.

## Біографія
Народився в сім'ї спадкових дворян Херсонської губернії. Батько — мировий суддя Леонід Хорват — припадав правнуком генералу Івану Хорвату, що стояв біля витоків Нової Сербії. Мати — баронеса Марія Пілар фон Пільхау — одна з дочок генерала Карла Пілар фон Пільхау, правнучка генерал-фельдмаршала Михайла Кутузова.
У 1875 році Дмитро вступив до Миколаївського інженерного училища, яке закінчив у 1878 році за 1-м розрядом і в чині підпоручика отримав призначення до Саперного лейб-гвардії батальйону. Брав участь в російсько-турецькій війні 1877—1878 років, з травня по вересень 1878 року він перебував на Балканському півострові в селі Стефано, регулярно здійснюючи відрядження для прийняття пороху, гальванічних (електричних) возів тощо до міста Русе і інших.
У жовтні 1881 року він здав вступні іспити і вступив до молодшого класу Миколаївської інженерної академії, звідки через два роки був відрахований за «домашніми обставинами», повернувся в свій батальйон і займався викладацькою діяльністю в навчальній команді при батальйоні.
У березні 1885 року був проведений в чин поручика і в червні був відряджений на будівництво Закаспійській військової залізниці, отримавши призначення на посаду чиновника з особливих доручень при завідувачу будівництва дороги генералові Михайлу Анненкові. Закаспійська військова залізниця унікальна тим, що вона стала першою в світі залізницею, побудованою в період 1880—1888 років в зоні рухомих пісків. Спочатку її спорудження передбачалося для стратегічних потреб військового відомства Російської імперії, і тільки з 1899 року дорога перейшла у відання Міністерства шляхів сполучення.
Укладання верхньої будови колії залізниці проводилася двома залізничними батальйонами. По ходу побудови дороги і відкриття станцій, всі посади по службі руху, тяги і ремонту колії виконували також службовці цих батальйонів: офіцери, унтер-офіцери і рядові. Для виконання в найкоротші терміни всіх робіт і здійснення експлуатації рейкового шляху людей не вистачало, тому Хорвату, будучи чиновником з особливих доручень при керуючому будівництвом, доводилося виконувати роботу і десятника, і колійного майстра, і навіть помічника машиніста паровоза.
Завдяки своїм природним талантам і винятковим службовим якостям Дмитро швидко рухався по службі, обіймав ряд посад. У 1889 році, коли залізнична лінія була побудована до міста Самарканда, призначений начальником дистанції з експлуатації Самаркандської ділянки Закаспійської військової залізниці, в квітні цього ж року був проведений в чин штабс-капітана, в 1894 році отримав звання капітана.
У 1895 році отримав призначення до Уссурійського краю, на будівництво Уссурійської залізниці, на посаду начальника 1-го Уссурійського батальйону.
У травні 1898 призначений полковником. У вересні 1896 року призначений начальником Південно-Уссурійської залізниці з залишенням на колишній посаді. З квітня 1899 року — начальник Закаспійської залізниці. У листопаді 1902 року отримав пропозицію зайняти пост керівника Китайсько-Східної залізниці (КСЗ), яка тоді починала будуватися. З 1903 року — керівник будівництва, потім аж до 27 квітня 1918 року — керуючий КСЗ. Одночасно перебував у розпорядженні Міністра фінансів (як глави відомства, у віданні якого перебувала КСЗ).
Переведений в чин генерал-майора (переведення 1904; старшинство 26 листопада 1906 року; за відміну), потім в чин генерал-лейтенанта (переведення 6 грудня 1911 року; старшинство 26 листопада 1912 роки; за відміну).
Після Лютневої революції 1917 року — Комісар Тимчасового уряду на КСЗ.
29 листопада (12 грудня) 1917 року Харбінська Рада робітничих і солдатських депутатів розпустила всі організації і оголосила себе єдиним органом влади на КСЗ, а 4 (17) грудня відсторонила генерала Хорвата від управління дорогою і призначила комісаром дороги Б. Славіна. 13 (26) грудня 1917 року в Харбін на прохання Хорвата вступили китайські війська під командуванням Чжан Цзоліня і розпустили Харбінську Раду. Після цього в смузі відчуження КСЗ як і раніше панував повний порядок, життя кожного була забезпечена, і всі жили в ситості і в спокої. Люди вірили, що, поки там буде Хорват, всі будуть захищені від будь-яких бід і напастей. Смуга відчуження отримала тоді найменування «щасливої, благословенної Хорватії».

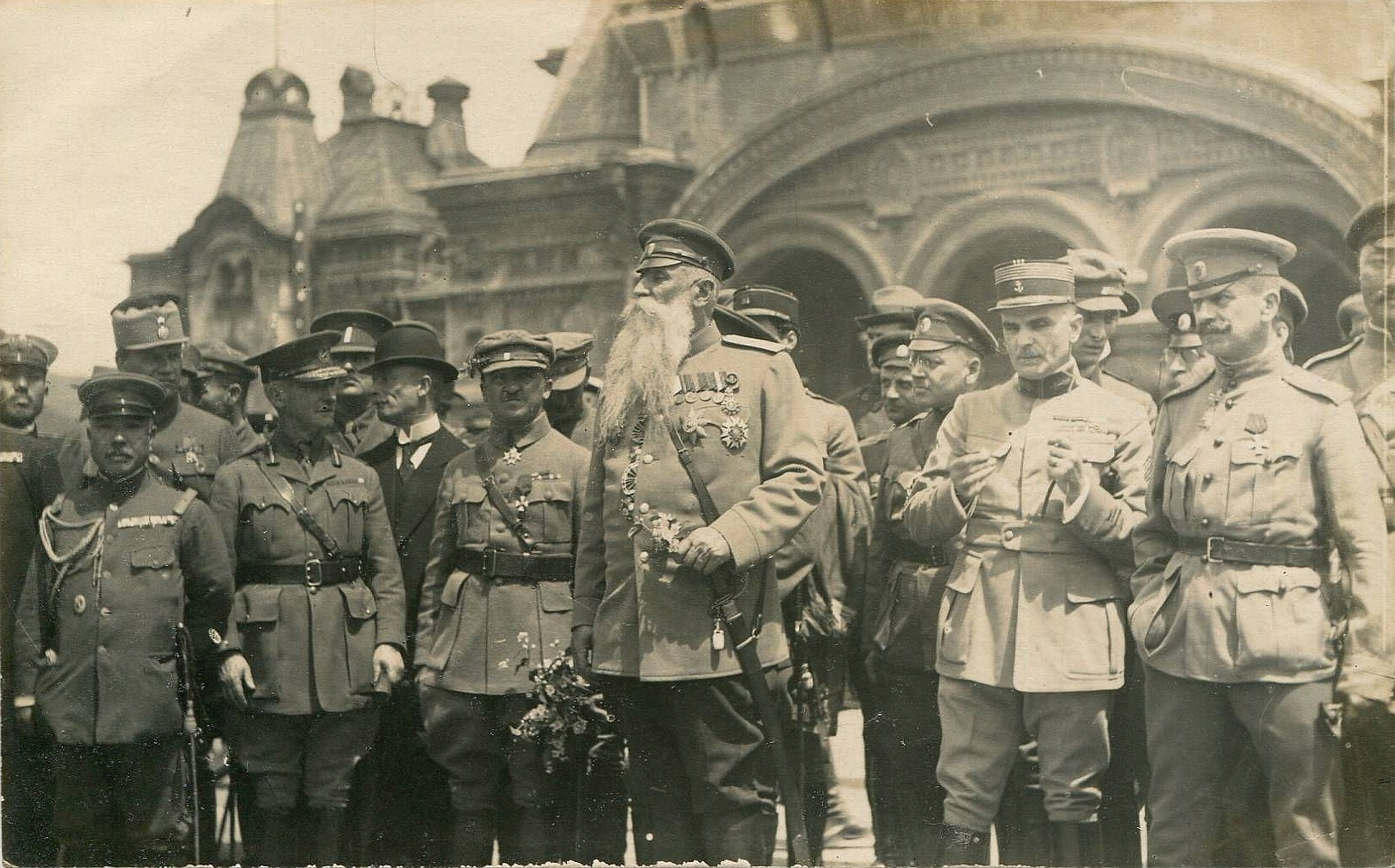
Генерал Хорват у Владивостоці. 1918 рік

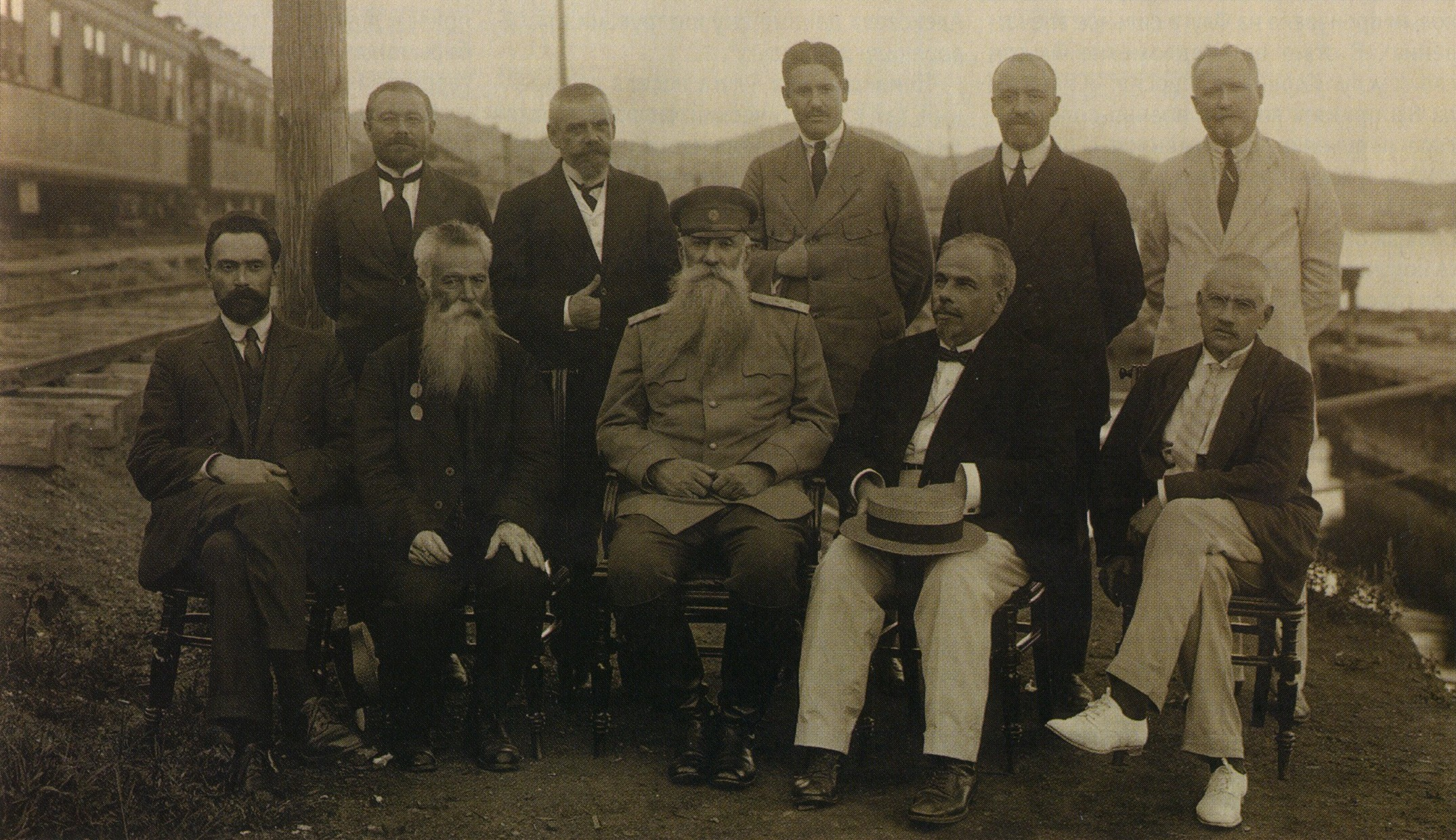
Уряд (діловий кабінет) генерала Дмитра Хорвата. Владивосток, 1918 рік. Сидять: Л. Устругов, М. Курський, Д. Хорват, С. Востротін, В. Флуг. Стоять: С. Таксин, В. Алферьев, А. Окостів, В. Глухарьов, проф. Я. Брандт. ГА РФ

В червні 1918 року українська делегація від Далекого Сходу прибула до Києва, на переговори із урядом Української Держави. Делегація трактувала війська генерала Дмитра Хорвата українською збройною силою. Петро Твардовський, очільник делегації і організатор двох українських куренів у Маньчжурії (створені за підтримки Дмитра Хорвата) заявив, що генерал Дмитро Хорват не лише вважав себе українцем, але й схвалив постанови з'їзду у Хабаровську про визнання частини Далекого Сходу частиною України на основі самоозначення народів, а також заявив про свою готовність служити уряду України. Генерал, який очистив Маньчжурію (з допомогою китайців), вважав, що й з японцями можна буде домовитись про витиснення більшовиків із Зеленого Клину за Байкал.
Дмитро Хорват довго не погоджувався на загальні вмовляння взяти на себе важкий тягар несення повноважень верховної влади, але врешті-решт зважився і 10 липня 1918 року оголосив себе Тимчасовим Правителем надалі до тих пір, доки не буде відновлена російська національна верховна державна влада. У цьому званні він залишався до 13 вересня 1918 року, коли після довгих і важких переговорів визнав Тимчасовий Сибірський уряд, а потім Директорію. Склавши з себе звання Тимчасового Правителя, він став Верховним Уповноваженим на Далекому Сході із підпорядкуванням всіх військ і військових флотилій, які перебували в регіоні. На цій посаді він продовжував залишатися і після приходу до влади адмірала Колчака.
31 серпня 1919 року з призначенням генерала Розанова Начальником Приамурского краю генерал Хорват повернувся з Владивостока до Харбіна. Там він залишався на чолі управління смуги відчуження залізниці, аж до появи «ноти Карахана».

## Еміграція
Після «ноти Карахана», в якій більшовики безоплатно відмовлялися від усіх російських прав на КСЗ, Хорват абсолютно відійшов від справ дороги і поїхав в 1920 році до Пекіна. Займався політичною і громадською діяльністю. З 1921 по 1924 рік — радник суспільства КСЗ Пекіні. З 1924 року — голова відділу Російського загальновійськового союзу (РОВС) в Китаї. Залишався там до своєї смерті, будучи офіційно визнаним главою російської еміграції на Далекому Сході. Невпинно працюючи над захистом прав еміграції і з влаштування її благополуччя, генерал Хорват, завдяки своєму авторитету і всьому своєму минулому, багато в чому зміг допомогти колишнім громадянам імперії.
Похований в одній зі стін храму Мучеників в Пекінської духовної місії.
У Харбіні Вокзальний проспект, що йде від вокзалу до Соборної площі з Нікольським собором, був у 1920-ті рр. перейменований в Хорватський проспект.

## Сім'я
Дружина — Камілла Альбертівна Бенуа (1879-04.07.1959, Ванкувер) — дочка архітектора Альберта Бенуа.
- Син — Дмитро Дмитрович Хорват, дружина — Ольга Олегівна (ур. Ісаєва);
- Дочка — Євдокія Дмитрівна Вільямс.

## Військові звання
- У службу вступив (01.09.1875)[7]
- Підпрапорщик (16.04.1878)
- Прапорщик (11.05.1879)
- Поручик (24.03.1885)
- Штабс-капітан (06.04.1889)
- Капітан (30.08.1894)
- Полковник (17.05.1896)
- Генерал-майор (26.11.1906)
- Генерал-лейтенант (26.11.1912)

## Нагороди
- Орден Святого Станіслава 3-го ступеня (1889)
- Орден Святої Анни 3-го ступеня (1893)
- Орден Святого Станіслава 2-го ступеня (1895)
- Орден Святої Анни 2-го ступеня (1899)
- Орден Святого Володимира 3-го ступеня (1902)
- Орден Святого Станіслава 1-го ступеня (1905)
- Орден Святої Анни 1-го ступеня (1905)
- Орден Святого Володимира 2-го ступеня (1910)
- Орден Білого орла (1915)

іноземні:
- Бухарський Орден Благородною Бухари золота зірка 2 ступеня (1892)
- Туніський Нішан Іфтікар офіцерський хрест (1897)
- Прусський Орден Корони 2 ст. (1900)
- Бухарський Орден Благородною Бухари золота зірка 1 ступеня (1901)